# Ramsar SC
Ramsar Sport Club – argentyński klub piłkarski z siedzibą w mieście Ciudadela wchodzącym w skład zespołu miejskiego Buenos Aires.

## Osiągnięcia
- Mistrz drugiej ligi: 1933

## Historia
Klub Ramsar powstał w 1933 roku w wyniku fuzji klubów Ramos Mejía i Sarmiento. W 1933 roku jako mistrz drugiej ligi klub awansował do pierwszej ligi, której rozgrywki organizowała federacja piłkarska Asociación Argentina de Football. W 1934 roku Ramsar zajął w pierwszej lidze 21 miejsce.
Sezon w roku 1934 był ostatnim sezonem, w którym liga amatorska miała charakter najwyższej ligi. Federacja Asociación Argentina de Football (w skrócie AAF) połączyła się z federacją Liga Argentina de Football (w skrócie LAF), tworząc nową federację Asociación del Football Argentino (w skrócie AFA), która została członkiem FIFA w miejsce AAF. Z tego powodu liga amatorska straciła swój dotychczasowy pierwszoligowy status, w związku z czym Ramsar przestał być klubem pierwszoligowym.
W swoim jedynym sezonie pierwszoligowym Ramsar rozegrał 22 mecze (4 zwycięstwa, 5 remisów i 13 porażek), uzyskał 13 punktów, zdobył 21 bramek i stracił 48 bramek.